# Davor Blažević
Davor Blažević, född 7 februari 1993 i Södertälje, är en svensk fotbollsmålvakt som spelar för IF Brommapojkarna.

## Karriär
Blažević moderklubb är Assyriska FF. Han gick 2005 till Brommapojkarna. Under 2010 var han utlånad till division 1-klubben Gröndals IK. Han förlängde i slutet av november 2011 sitt kontrakt med BP fram tills efter säsongen 2013. Inför säsongen 2014 förlängdes kontraktet med ytterligare 2 år. Han gjorde sin debut i Allsvenskan den 6 juli 2014 mot Malmö FF, en match som slutade 1–1.
I augusti 2016 blev Blažević klar för AFC United. I mars 2017 värvades Blažević av Assyriska FF.
I februari 2018 värvades Blažević av Hammarby IF, där han skrev på ett kontrakt fram till sista maj. I juni 2018 förlängde Blazević sitt kontrakt med 1,5 år. Den allsvenska debuten skedde i och med bortamatchen mot Malmö FF den 20 oktober 2018, en match som slutade 2–1 till Malmö FF. I oktober 2019 förlängde Blažević sitt kontrakt i klubben fram över säsongen 2022. Hösten 2022 förlängde Blažević sitt kontrakt med Hammarby ytterligare över säsongen 2025 med option på ytterligare ett år. 
I mars 2021 lånades Blažević ut till GIF Sundsvall på ett låneavtal fram till sommaren 2021. I december 2024 blev han klar för en återkomst i IF Brommapojkarna.